# Sherman (Wyoming)
Sherman è una città fantasma della contea di Albany, Wyoming, situata 31 km a sudest di Laramie sulle omonime montagne. Deve il nome al generale della guerra di secessione William Tecumseh Sherman, che lo chiese personalmente. Dal 1868 al 1918 il comune era in cima al tracciato originario della First Transcontinental Railroad, a 2 514 m.s.l.d.m.
Il villaggio venne abbandonato quando la Union Pacific Railroad spostò i propri binari verso sud, dove si erge una vetta chiamata Sherman Summit (Cima Sherman) o Sherman Hill Summit (Cima della collina Sherman), a 12,1 km sud-sudest dell'ex-centro abitato.
Prima di chiamarla Sherman, gli operai della Union Pacific l'avevano nominata Lone Tree Pass e Evans Pass. Il nome originale era dovuto a James Armstrong Evans, il quale, cercava una via più corta di quella progettuale che attraversava il South Pass. Poiché i binari vennero successivamente spostati verso sud di poche miglia, il paese originale non esiste più, ma rimane tuttora il luogo della piramide Ames Monument, eretto dalla ferrovia per segnalare l'apice massimo originale.

## La città fantasma
Il paesino di Sherman sorse a nord dei binari dove i treni si fermavano per effettuare il cambio dei macchinisti lungo il loro viaggio sulla Transcontinentale. Questa fermata aveva una rimessa "a tutto tondo" (Roundhouse) da 5 posti, case a due sezioni e un mulino a vento con un serbatoio per l'acqua. I treni venivano ispezionati a Sherman prima di iniziare la lunga discesa dalla cima del passo della collina, sia verso est a Cheyenne, o percorrendo il ponte di Dale Creek alto 40 m, verso ovest alla valle Laramie. Le travi del ponte originale di legno a ovest di Sherman vennero prefabbricate a Chicago e trasportate sul posto. Il ponte, all'epoca del completamento nel 1868, era il più alto della linea.
A Sherman vivevano centinaia di persone, il centro abitato era sito in un paesaggio roccioso e arido interrotto solo da un emporio, un ufficio postale, una scuola, due hotel (Sherman House e Summit House) e due saloon.
Nel 1885 William Murphy acquistò la terra dove c'era il monumento, con l'intento di tappezzare di annunci pubblicitari la piramide. La Union Pacific Railroad aveva altri piani. La compagnia ferroviaria spostò due volte i suoi binari verso sud, su pendenze più graduali sulle montagne Laramie, erodendo la tenue esistenza di Sherman a poche centinaia di metri a ovest del monumento. La campana a morto della città giunse nel 1918, quando la compagnia ferroviaria chiuse la stazione e spostò i binari di circa 5 km a sud. I residenti abbandonarono presto Sherman, lasciando un piccolo cimitero che è presente ancora oggi.

## Cime adiacenti

### Interstate 80
La cima della collina Sherman (Sherman Summit o Sherman Hill Summit), con picco a 2 630 m.s.l.d.m., è un passo di montagna a circa 12,1 km a nord-nordest della città fantasma (41.23635°N 105.43655°W). Si tratta del punto più alto della Interstate 80, anche se non è particolarmente acclive.

### Lincoln Highway
A circa 2 690m.s.l.d.m., a sudovest dell'attuale cima della collina (41.23308°N 105.44127°W), si trova il punto più alto del traxcciato originario della Lincoln Highway e della successiva U.S. 30. Questo luogo, con ancora la pavimentazione stradale, è noto semplicemente come "la cima". Una volta vi si trovava il grande busto di bronzo dedicato ad Abraham Lincoln; ora è stato spostato sulla cima della collina Sherman.

### Overland Route
In seguito allo spostamento dei binari, l'apice di questa parte della linea ferroviaria chiamata Overland Route si trova a 5,5 km a sudest dell'Ames Monument, a 2 443 m.s.l.d.m. (41°05′52″N 105°21′03″W). Questo luogo è ufficialmente chiamato dalla ferrovia "Sherman", anche se non c'è nessun centro abitato. Tuttavia, questo luogo (come l'Ames Monument) non è sulla vetta dei monti Laramie, che è ora attraversata dalla vicina galleria "Hermosa" (Hermosa Tunnel) a 2 430 m.s.l.d.m.